# Pavonia cancellata
Pavonia cancellata es una especie de plantas con flores de la familia  Malvaceae. Se encuentra en  América tropical.

## Descripción
Son hierbas perennes, postradas; tallos híspidos con tricomas de 1–1.5 mm de largo. Hojas deltado-ovadas o anguladas, asimétricas, agudas en el ápice, cordadas en la base, crenadas, pubescentes con tricomas simples en la haz y tricomas estrellados en el envés; estípulas 2–3 mm de largo. Flores solitarias o apareadas en las axilas de las hojas, pedicelos iguales o más largos que las hojas subyacentes; bractéolas del calículo ca 15, 10–12 (–15) mm de largo, arqueadas, híspido-ciliadas con los tricomas ca 2 mm de largo; cáliz 7–8 mm de largo; pétalos de 1.5 cm de largo, amarillos con una mancha roja obscura en la base. Carpidios 4.5 mm de largo, con rostro apical mal desarrollado; semilla 3.5 mm de largo.

## Distribución y hábitat
Es una especie poco común, que se encuentra  en las sabanas de zonas volcánicas, en suelos arenosos en la zona pacífica; a una altitud de 0–500 metros; fl y fr durante todo el año; desde Nicaragua a Sudamérica.

## Taxonomía
Pavonia cancellata fue descrita por (Linneo) Cav. y publicado en Monadelphiae Classis Dissertationes Decem 3: 135. 1787.
Etimología
Pavonia: nombre genérico que fue otorgado en honor al botánico español José Antonio Pavón y Jiménez.
cancellata: epíteto latino que significa "con celosía".
Sinonimia
- Hibiscus anonimus Martius ex Colla
- Hibiscus cancellatus L.
- Malache cancellata (L.) Kuntze
- Malache deltoides (Mart.) Kuntze
- Malache modesta (Mart.) Kuntze
- Pavonia deltoidea Mart.
- Pavonia guanacastensis Standl.
- Pavonia hirta Klotzsch
- Pavonia modesta Mart.
- Pavonia procumbens Casar.[3]